# چمیئلو
چمیئلو (به لاتین: Trzmielów) یک روستای لهستان در لهستان است که در Gmina Chocianów واقع شده‌است.